# قضیه فالتینگز
در هندسه حسابی، حدس موردل (به انگلیسی: Mordell Conjecture) حدسی از لوئیس موردل است که می‌گوید: خمی با گونای (genus) بزرگتر از ۱ روی میدان {\displaystyle \mathbb {Q} } اعداد گویا تنها دارای تعداد متناهی از نقاط گویا است. در ۱۹۸۳ میلادی، گرد فالتینزگ این حدس را اثبات نمود، فلذا از آن زمان به این حدس، قضیه فالتینگز (به انگلیسی: Falting's Theorem) گفته می‌شود. این حدس بعدها با جایگزینی {\displaystyle \mathbb {Q} } با یک میدان عددی دلخواه تعمیم یافت.

## ارجاعات
1. ↑  Mordell 1922.
2. ↑  Faltings 1983; Faltings ۱۹۸۴.

- مشارکت‌کنندگان ویکی‌پدیا. «Falting's Theorem». در دانشنامهٔ ویکی‌پدیای انگلیسی، بازبینی‌شده در ۱۵ ژوئن ۲۰۲۱.